# Руси Русев (министър на правосъдието)
Вижте пояснителната страница за други личности с името Руси Русев.
 Тази статия е за правосъдния министър.  За военния министър вижте Руси Русев (министър на войната).  За други хора с това име вижте Руси Русев.
Руси Стефанов Русев е български политик от БЗНС.

## Биография
През 1912 година завършва гимназия в Сливен. Шест години по-късно завършва право в Софийския университет. От 1926 г. работи като адвокат в София. През 1935 – 1936 година е областен директор в Бургас. Между 1936 и 1944 г. е юрисконсулт на Общия съюз на земеделските кооперации. През 1944 година е назначен за министър на правосъдието и земеделието и държавните имоти.. Получава доживотна присъда от Народния съд, конфискувано е имуществото му и е глобен с три милиона лева. Умира през 1979 година. На 26 август 1996 година е реабилитиран посмъртно с решение № 172 на Върховния съд.